# Werner von Siemens
Pour les articles homonymes, voir Siemens (homonymie).
Ernst Werner von Siemens, né le 13 décembre 1816 à Lenthe (aujourd'hui un quartier de Gehrden, près de Hanovre), mort le 6 décembre 1892 à Berlin, est un inventeur et industriel allemand, magnat du génie électrique. Avec Alfred Krupp et Friedrich Bayer, il est l'un des piliers de l’« époque des fondateurs ».

## Biographie

### Jeunesse et formation scientifique

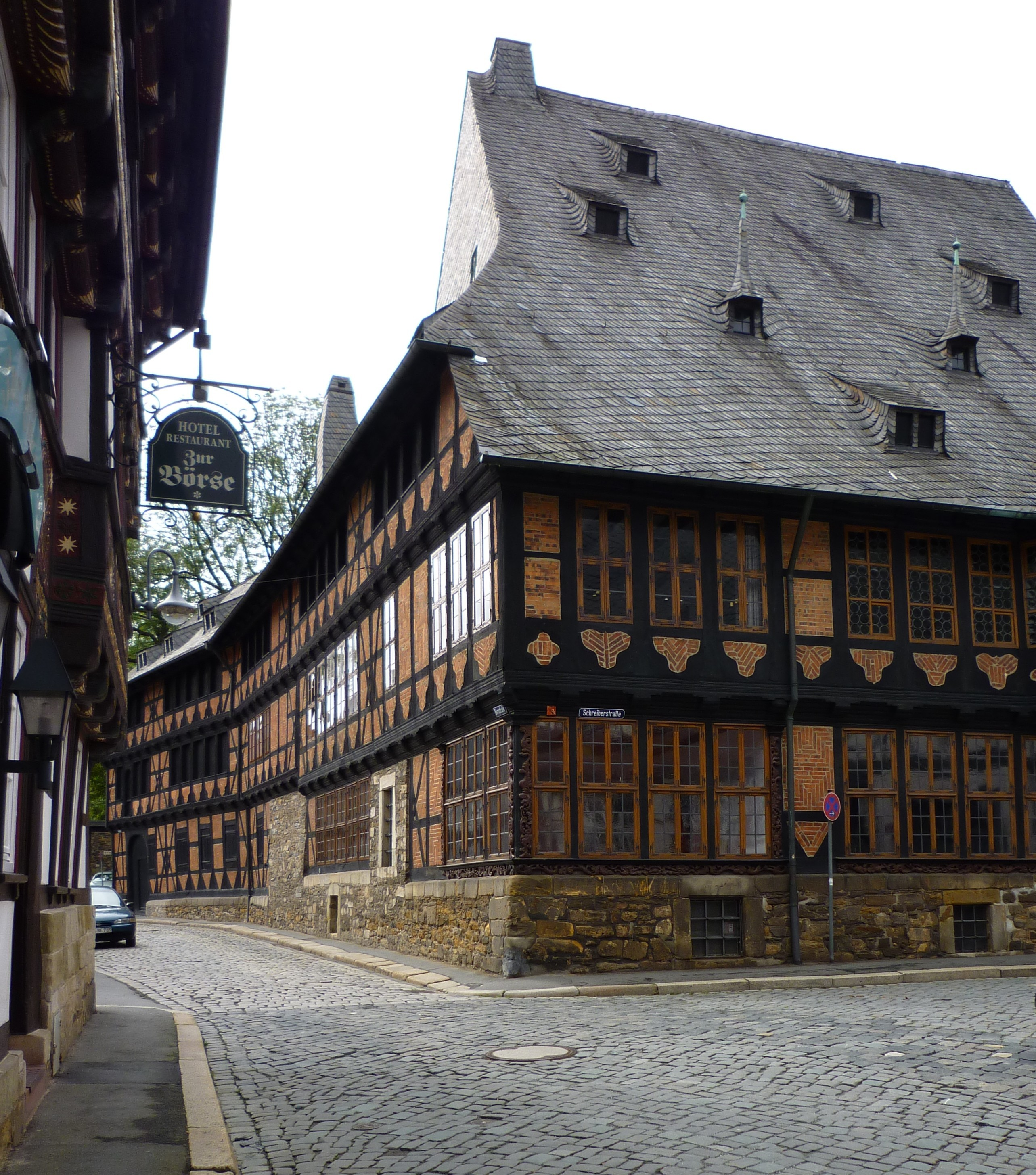
La maison à colombages Siemenshaus à Goslar.

Siemens, issu d'une vieille famille de Goslar (dont la maison, la Siemenshaus, est mentionnée dans les annales de la ville en 1384), est le quatrième enfant du métayer Christian Ferdinand Siemens (de) (1787-1840) et de sa femme Éléonore-Henriette Deichmann (1792-1839). Il est élevé dans la foi protestante.[réf. nécessaire] Après l'emménagement de la famille en 1823 dans le Mecklembourg, où le père vient d'acquérir le domaine de Menzendorf, les affaires patinent. Siemens reçoit sa première éducation de sa grand-mère et de son père, fréquente une année l'école municipale de Schönberg (Mecklembourg), suit les trois années suivantes les leçons d'un précepteur puis fréquente les trois dernières années le Katharineum de Lübeck. Il quitte ce lycée en 1834 sans passer ses examens, car bien qu'il cherche un métier technique, la situation financière de ses parents l'oblige à seconder son père, surtout après le décès de sa mère en juillet 1839. Son père décède à son tour en janvier 1840, laissant Werner, aîné des garçons, responsable de ses frères et sœurs.

### La période militaire
Sur les conseils d'un professeur de géodésie, Ferdinand von Bültzingslöwen, il passe le concours des officiers du génie militaire à Berlin. Mais le chef du corps du génie, le général Gustav von Rauch, écarte sa candidature pour des raisons d'âge, étant donné le trop grand nombre de candidats ; il lui recommande toutefois de passer le concours d’artilleur, où il pourra suivre les mêmes cours que les officiers du génie. Aux épreuves à Magdebourg, il est reçu 1er des 14 candidats, pour quatre places offertes. À l’automne 1835, il est aspirant pendant trois ans à l’École de l’Artillerie et du Génie de Berlin. Là, il reçoit une formation scientifique très complète, allant de la géométrie à la chimie en passant par la physique et la balistique, avec en outre quelques conférences reçues à l’Université de Berlin. Il est reçu lieutenant d’artillerie en 1838.
Le lieutenant Werner Siemens prend ses quartiers à Magdebourg puis rejoint sa garnison de Wittemberg où, pour avoir été témoin lors d’un duel, il est condamné à cinq années de forteresse. Il a toutefois la permission d’aménager sa cellule de la citadelle de Magdebourg en laboratoire : là, dans le prolongement des idées de Jacobi sur les dépôts galvaniques de cuivre, il développe un procédé de galvanisation (notamment destiné à la dorure et l’argenterie). Gracié par la Couronne, Siemens retrouve en 1842 les ateliers de l’Artillerie à Berlin.

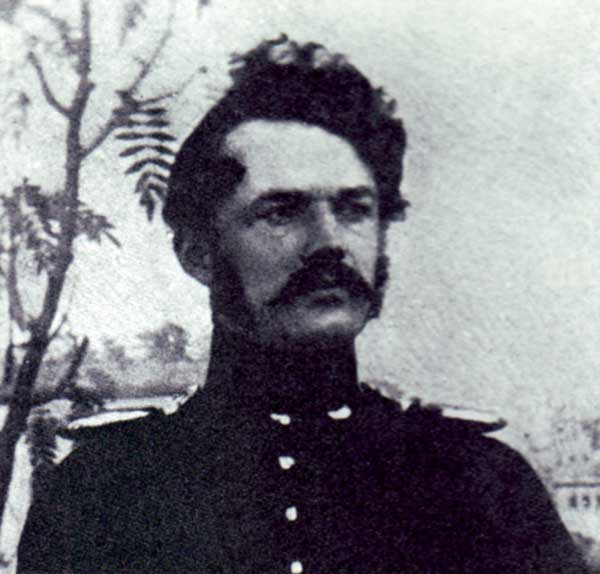
Werner Siemens, lieutenant d'artillerie en second (1842).

En 1843, il conçoit aussi une machine pour garnir les câbles en cuivre d'un revêtement fait avec de la gutta-percha, une gomme issue du latex naturel. Ces câbles lui servent à mettre au point des mines marines actionnables à distance, qu'il fait mouiller au large du port de Kiel pour tenir les navires danois à distance. Il déploiera deux courtes lignes sous-marines du même type, traversant le Rhin et le port de Kiel avec des câbles utilisant cette technologie. Au cours de la première guerre de Schleswig, en 1848, il sauve la milice de Kiel en défendant le port de Kiel contre les fantassins de marine danois, après avoir pris position sur le Fort Friedrichsort et déploie son câble isolé.

### La société fondée en 1847
Entre-temps, à la demande des militaires, il commence par poser en 1847 un câble souterrain entre Berlin et la ville de Grossbeeren, dans sa banlieue. Le câble est protégé par la technologie de Siemens. Satisfaite, l'armée lui demande de fonder le 1er octobre, avec Johann Georg Halske la société Telegraphenbauanstalt von Siemens & Halske qui deviendra par la suite l'entreprise Siemens. La nouvelle entreprise a investi une partie des quelque 6800 thalers de son capital, fourni par son cousin, le magistrat Johann Georg Siemens, dans la location de locaux, 150 mètres carrés dans la partie arrière d'un immeuble, et le matériel d'atelier, afin de fournir de quoi déployer des lignes de télégraphe. En juin 1848, le Roi de Prusse reçoit un rapport de la Commission prussienne du télégraphe et décide le 24 juillet suivant la construction de deux lignesː l'une vers Francfort, où aura lieu neuf mois plus tard l'élection de l'Empereur d'Allemagne, et une autre vers Cologne, Aix la Chapelle et la frontière française. La première est livrée à temps et incite à construire la seconde, puis deux autres, vers Hambourg, et Breslau (aujourd'hui Wrocław) en Silésie. Pour permettre au câble de franchir les fleuves en sécurité un tube d'acier l'entoure, apportant une protection de plus, et l'idée de l'utiliser pour des câbles sous-marins émerge. Dans un article du 11 avril 1849, le Berliner National-Zeitung explique que la ligne vers Hambourg a été retardée, car Berlin ne veut pas entendre parler de son ouverture au privé, réclamé par les financiers de la ville, mais qu'elle démarre pour des raisons militaires et sera prolongée jusqu'à Rendsburg. Dès juin 1847, deux hommes d'affaires américains, William Robinson et son gendre Charles B. Robinson avaient rencontré les marchands de Hambourg pour présenter la technologie Morse et ils en avaient fait la démonstration à Cuxhaven. Le Polytechnisches Journal, indique qu'Oberberg sera relié avant la fin de 1849, permettant de connecter Berlin à l'Adriatique via l'Autriche-Hongrie. Mal protégées, les lignes sont souvent attaquées par les rats.
Pendant la construction du prolongement de la ligne de Cologne et Aix la Chapelle vers Verviers, ralentie par le percement de nombreux tunnels à l'explosif, Werner von Siemens fréquente Paul Julius Reuters et sa femme, qui s'inquiète de la menace que ce lien fait peser sur leur activité de pigeons voyageurs. Il leur conseille de s'installer à Londres en prévision d'un futur câble sous-marin, qui utilise sa technologie, Siemens regrettant alors de ne pas avoir déposé de brevet, alors qu'il est le premier à avoir utilisé cette technologie, selon les historiens. La Gutta Percha Company, fondée en 1845 par Henry Bewley et Samuel Gurney, pour de simples objets en latex fournit ensuite les frères John et Jacob Brett pour le déploiement d'un câble entre Douvres et Calais en 1851, qui fait suite à l'échec de celui posé en 1850, tellement mal isolé et protégé qu'il est détruit immédiatement par un filet de pêche. La société de Newall et Gordon leur succède rapidement. Siemens reconnait que les Anglais ont un accès généreux au marché du latex mais pointe la négligence dans les tests et contrôle qualité ou la formation des techniciens. La société de Newall et Gordon obtiendra ensuite le contrat pour déployer un câble sous la mer Noire, pendant la guerre de Crimée, achevé à temps pour l'annonce de la fin du siège de Sébastopol en 1855. Werner von Siemens obtient lui des contrats auprès des russes. Il se rend dans la capitale début 1852, en passant par Riga, Düna et Bolderāja, et connait l'histoire du câble souterrain qui la relie avec Moscou depuis 1849, et les expériences du professeur Moritz von Jacobi. Il fera construire une usine de câbles à Woolwich, en Angleterre en 1863.

### La période berlinoise

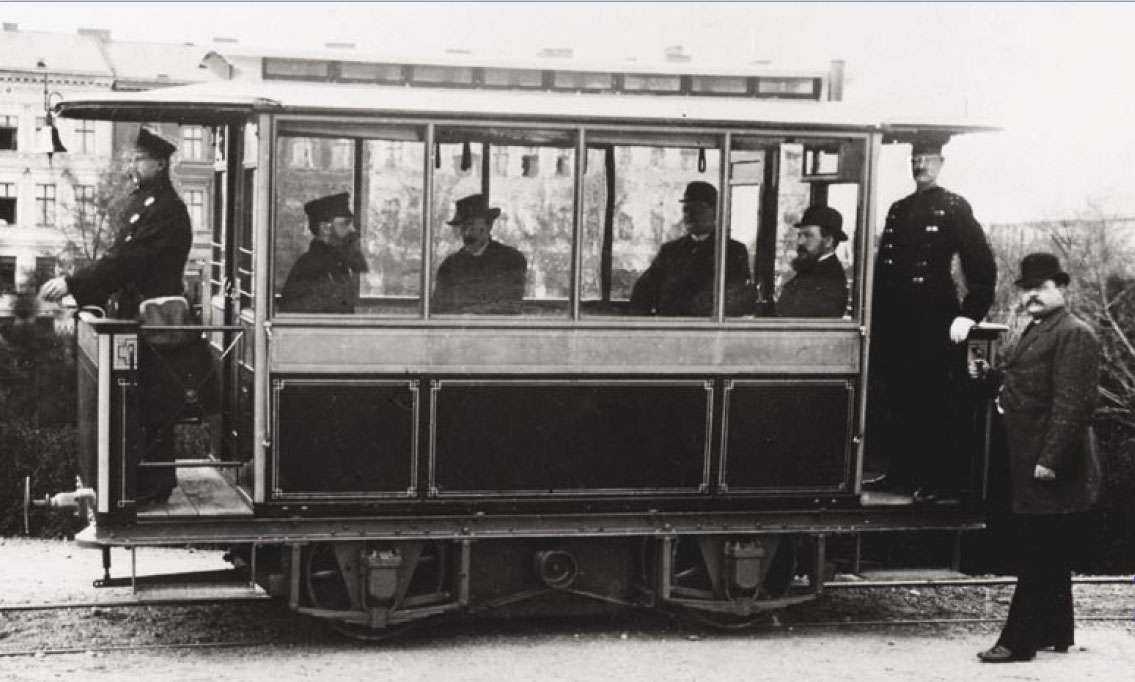
Le tramway électrique de Lichterfelde (1881).

Il demeure sous les drapeaux jusqu'en juin 1849 tout en essayant de gagner de l'argent par diverses inventions, tournant son imagination à développer des machines directement utilisables. Ainsi, il invente un nouveau régulateur pour les machines à vapeur, une presse pour fabriquer des pierres en ciment artificiel et une presse hydraulique. En revanche, bien qu'il ait échangé avec son frère sur un projet d'échappement à roue libre, il ne passe jamais à sa réalisation.
La Grande Exposition de 1851 à Londres, à Crystal Palace, a permis à la société d'effectuer ses débuts sur la scène internationale, mais elle n'y a rencontré aucun succès d'ampleur, malgré un prix décerné par l'un des organisateurs de l'événement. Werner s'y rend avec ses frères.
Le jeune entrepreneur épouse le 1er octobre 1852, à Kœnigsberg, l'une de ses nièces, Mathilde Drumann (1824-1865) : elle est la fille du professeur d'université Wilhelm Drumann et de Sophie Mehlisz. De cette union naîtront deux garçons, Arnold (de) et Wilhelm (de) et deux filles, Anna Zanders (de) et Käthe Pietschker (de) (1861-1949). Mathilde meurt le 1er juillet 1865. Le 13 juillet 1869, il se remarie avec une autre cousine, Antonie Siemens (1840-1900), fille de Carl Georg Siemens (de), qui sera plus tard élevé au rang de baron par le roi de Wurtemberg, et d'Ottilie Denzel (1812-1882). De ce deuxième mariage naîtront Carl Friedrich et Hertha (1870-1939 ; épouse de Carl Dietrich Harries).
En 1866, Werner Siemens établit le principe de la dynamo électrique. L'un de ses professeurs à l'école d'artillerie n'était autre que le physicien Gustav Magnus, à qui Siemens expédie un exemplaire de cette dynamo. Magnus voit tout l'intérêt de cette invention et s'efforce de publier cette découverte, d'abord à Berlin puis à Londres.
En 1866, Werner Siemens et ses frères investissent dans un grand projet télégraphique, associant l'Orient à l'Europe, l'Indo-European Telegraph Company. La société doit prolonger le projet de câble de Reuters reliant Lowestoft à l'île allemande de Norderney puis Hanovre et Hambourg et qui affiche une rentabilité de 19 % dès 1868. Via l'Iran, il doit relier Bombay à Londres, en utilisant l'Indo-European Telegraph Company des frères Siemens, qui est très bien valorisée à son entrée en Bourse, avec 450 000 sterling. Les frères Siemens détiennent 20 pour cent de l'entreprise et Paul Julius Reuters est aussi associé.
En 1877, Siemens obtient le brevet du haut-parleur électrodynamique. En 1879, lors de l'exposition industrielle de Berlin, Siemens & Halske met en service un petit train pour les visiteurs qui est tracté par la « première locomotive (électrique) digne de ce nom » dont le moteur est alimenté en énergie par une installation fixe.
Le 17 février 1887, Siemens acquiert le domaine de Biesdorf, d'une superficie de 600 hectares, qui comprend un château. L'année suivante, il est anobli par l'empereur Frédéric III : Werner Siemens devient Werner von Siemens. Il transmet en 1889 le château à son fils Wilhelm. Dans sa résidence secondaire de Bad Harzburg, Siemens a rédigé de 1889 à 1892 ses mémoires pendant ses vacances de fin d'année : il les fera publier peu avant sa mort. Le 6 décembre 1892, Werner von Siemens succombe à Berlin d'une pneumonie. Il est enterré à l'Alten Luisenfriedhof (de) à Charlottenburg ; par la suite, ses cendres sont transférées dans le caveau familial des Siemens au Südwestkirchhof Stahnsdorf de Berlin.
Le nom « siemens » a été adopté comme unité du Système international pour la conductance électrique.